# Palazzina gonzaghesca di Bosco Fontana
La palazzina gonzaghesca di Bosco Fontana è uno storico edificio di Marmirolo, in provincia di Mantova.

## Storia e descrizione
Venne edificata alla fine del Cinquecento dall'architetto Giuseppe Dattaro, prefetto delle costruzioni gonzaghesche, su commissione del duca di Mantova Vincenzo I Gonzaga e destinata a "Casa di caccia".
Costruita su modello della pianta del parigino chateau de Boulogne (1527), presenta ai quattro angoli altrettante torrette. Sul lato maggiore spicca una grande loggia a tre archi, sormontata da timpano.
A seguito della destituzione di Dattaro, la costruzione venne portata a termine dal suo successore, Antonio Maria Viani, che la cinse di ampio fossato.
L'edificio ha subito, nel corso degli anni, opere di consolidamento e manutenzione.
Si trova all'interno della Riserva naturale Bosco Fontana, di proprietà del Corpo forestale dello Stato. Dal 1921 è stata dichiarata monumento nazionale 